# Kelter-Krimis
Unter Kelter-Krimis versteht man verschiedene Heftromanserien aus dem Martin Kelter Verlag. Damit werden meist kurzlebige Kriminalromanheftreihen beschrieben, also Serien ohne ständig wiederkehrende Hauptfiguren. Die Romane wurden unter Labels wie Crash – Internationale Krimis oder Der Gelbe Krimi zusammengefasst.

## Crash
Unter dem Titel Crash – Internationale Krimis erschien im Kelter Verlag eine kurzlebige Heftromanreihe von 28 Heften, die in den Jahren 1984 bis 1985 herausgegeben wurde. Die Hefte erschienen alle 14 Tage.
Es handelte sich überwiegend um Nachdrucke von Leihbüchern. Dabei erschienen vereinzelt Hefte aus Serien außerhalb der korrekten Reihenfolge.
Die Covergestaltung stand mit den Romanen nur bedingt in Zusammenhang, so dass auf dem Titelbild einen sehr leicht bekleidete Frau mit Maschinenpistole abgebildet sein konnte, ohne dass im Roman eine Frau irgendeine Waffe in die Hand bekam oder auch nur leicht bekleidet herumlief. Die Platzierung des Romantitels im oberen rechten Bereich des Covers ist für diese Reihe typisch, ansonsten für Heftromane jedoch eher unüblich.

## Der Gelbe Krimi
Unter dem Titel Der Gelbe Krimi erschien im Kelter Verlag eine kurzlebige Heftreihe von 20 Heften, die im Jahr 1984 herausgegeben wurde. Sie erschien alle 14 Tage. Später kamen auch Sammelbände mit je drei Romanen heraus. Es handelte sich um Nachdrucke älterer Texte mit verändertem Autorennamen.
| Nr. | Titel                 | Autor             | Unterserie          |
| --- | --------------------- | ----------------- | ------------------- |
| 01  | Selbstmord GmbH       | Tom Chester       | Jack Hilten         |
| 02  | Bomben an Bord        | Tom Chester       | Inspector John Dean |
| 03  | Taxi ins Jenseits     | Tom Chester       | Jack Hilten         |
| 04  | Flug zur Hölle        | Lee Marlow        | Hanns Hart          |
| 05  | Blüten für Jacky      | Tom Chester       | Inspector John Dean |
| 06  | Die sieben Spinnen    | Lee Marlow        |                     |
| 07  | Den Teufel im Haus    | Tom Chester       | Inspector John Dean |
| 08  | Wer ist Kamatos?      | Lee Marlow        | Hello Amboss        |
| 09  | Die Affaire „N“       | Tom Chester       | Inspector John Dean |
| 10  | Der schlafende Tod    | C. V. Rock        |                     |
| 11  | Totenkopf-Symphonie   | Lee Marlow        | Hanns Hart          |
| 12  | Haus der Furcht       | C. V. Rock        |                     |
| 13  | Spiel mit dem Tod     | John Martin       | Al Borden           |
| 14  | Der falsche Koffer    | John Martin       |                     |
| 15  | Mr. Galleckers Safe   | Hello Amboss      | Hello Amboss        |
| 16  | Gestellt              | John Martin       | Al Borden           |
| 17  | Das Gangster-Syndikat | Alexander Calhoun |                     |
| 18  | Der Einäugige         | John Martin       |                     |
| 19  | Die Fünfte Kolonne    | Lee Marlow        | Hello Amboss        |
| 20  | Der Geheimnisvolle    | John Martin       |                     |

## Kelter Krimi
Die ersten 56 Hefte dieser Reihe erschienen unter dem Titel Mr. Chicago. Insgesamt erschienen 267 Hefte zwischen 1968 und 1974. Innerhalb dieser Serie erschienen sehr viele Hefte von Unterserien. Im Einzelnen waren dies: Mr. Chicago (81 Hefte – neu); Checkpart – World Super Crime 2000, eine leicht futuristisch/mysteriöse Serie (54 Hefte – neu), Inspektor Kennedy (67 Hefte – neu), Inspektor John Dean (1 Heft – Nachdruck), Toby Gin (2 Hefte – Nachdrucke), Hello Amboss (3 Hefte – Nachdrucke) und Jack Hilten (1 Heft – Nachdruck). Die Unterserien erschienen mit einer für die Unterserie typischen Aufmachung und dem Unterserientitel als Namen, jedoch mit der Zählung der Reihe und einem klein aufgedruckten Kelter Krimi.
Innerhalb dieser Reihe erschien eine weitere Reihe: Blaulicht (54 Hefte). In dieser Unterreihe erschienen die Unterserien (durchweg Nachdrucke) John Tiger (4 Hefte), Kommissar Burkley (3 Hefte), Rocky Maxim (8 Hefte) und Toby Gin (4 Hefte) sowie einige monografische Texte.
Auch der Geister-Krimi startete, bereits in der eigenen Aufmachung, mit drei Heften innerhalb dieser Reihe. Da auch hier die Nummerierung der Reihe beibehalten wurde und der Geister-Krimi den Bereich der Nummern der ersten drei Hefte innerhalb des Kelter Krimi überschritt, existieren die entsprechenden Nummern (212, 216 und 220) zweimal.

## Kelter-Kriminal-Roman
In der Reihe Kelter-Kriminal-Roman erschienen neben einigen monografischen Texten vor allem Romane, die zu Serien gehörten. Einige Hefte hatten utopisch-phantastischen Inhalt.

## Kelter Thriller
Von 1980 bis 1981 erschienen in dieser Reihe 32 Romane, die allesamt Nachdrucke der Reihe Kelter-Kriminal-Roman waren. Alle Hefte waren Unterserien, wobei die ungeraden Nummern Toby Gin und die geraden Nummern Hello Amboss gewidmet waren. Die jeweiligen Unterserien waren unterhalb des Reihennamens aufgeführt, wobei der Name der Unterserie in größerer Schrift als der Reihentitel gedruckt war. Die Toby Gin-Hefte hatten zusätzlich den Untertitel Kriminalreporter mit Herz und Schnauze. Als Titelbilder wurden Fotos statt Zeichnungen verwendet.